# Коракас, Михаил
Михаил Коракас, настоящее имя Михалис Карузос (греч. Μιχάλης Καρούζος; 1797, Помпиа, Месара, Крит — 7 сентября 1882, Помпиа) — греческий революционер и военачальник 19-го века.

## Биография
Михаил Карузос родился в 1797 году в По́мпиа Месара на острове Крит. Прозвище Коракас (греч. Ворон), ставшее впоследствии фамилией, было дано турками его отцу из-за агрессивности, которую тот проявлял по отношению к османам. О детских годах Михаила нет почти никаких данных, кроме того, что он был бойким и вспыльчивым. В 18 лет Михаил убил дубиной знатного и воинственного турецкого агу Алико, чьё стадо он пас. Эпизод описан народным поэтом Венетикосом. Вооружённый оружием турка, Михаил ушёл в горы. С этого эпизода начинается его клефтская жизнь.

## Греческая революция
С началом Греческой революции 1821 года первые военные столкновения на Крите произошли на юго-западе острова, в Сфакия. Здесь были отмечены первые действия Михаила Коракаса под командованием бывшего мусульманина и криптохристианина Курмулиса против войск Мустафы-паши. Возникнув в Сфакии, восстание охватило весь Крит. Михаил Коракас вернулся в свою равнинную Месара, где сформировал отряд в 45 человек. Кроме боёв Михаила Коракаса с турками, историки отмечают освобождение им 39 женщин, предназначенных для продажи в рабство и захваченных в ходе налёта мусульманских кавалеристов в сёлах Петрокефали, Кусе и Фанеромени.
В 1826 году Михаил Коракас был ранен в сражении при Малакса и перебрался в континентальную Грецию. В том же году Коракас принял участие в боях возле Афин под командованием Караискакиса.
В 1827 году Михаил Коракас перебрался на остров Карпатос, где вооружил 3 малых судна. На этих судах и с экипажами из 69 критян и жителей Карпатоса и острова Касос Коракас совершал рейды против турок и египтян в акваториях Критского и Ливийского морей.
Вернувшись на Крит, продолжил борьбу на родном острове до 1828 года. После чего вновь перебрался на Карпатос, а затем на остров Наксос и на Пелопоннес.
Принял здесь участие в последних боях войны и получил звание капитана регулярной армии. Поскольку Крит остался вне пределов возрождённого греческого государства Коракас остался в Греческом королевстве и получил надел земли у города Навплион.

## Критские восстания

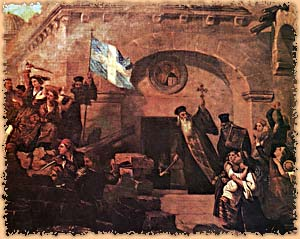
Художник Пахис, Хараламбос. Монастырь Аркади — 1866

В 1834 году Михаил Коракас оставил Греческое королевство и вернулся на Крит. Принял участие в Критских революциях 1841 и 1858 годов.
Во время Критского восстания 1866—1869 годов он был провозглашён командующим 12 восточных епархий. 70-летний Коракас вызывал уважение, любовь и неограниченное доверие своих бойцов, которые именовали его «Отцом». Вместе с И. Зимвракакисом и П. Коронеосом Коракас возглавлял разрозненные повстанческие силы.
Когда началась Русско-турецкая война (1877—1878) критяне в очередной раз взялись за оружие. Михаилу Коракасу тогда было 81 год. Несмотря на свой возраст Михаил Коракас возглавил борьбу в регионе Ираклиона. После вмешательства европейских держав, Криту был предоставлен ряд привилегий, и критяне на несколько лет сложили оружие.

## Последние годы
После окончания последнего при его жизни восстания критян Коракас вернулся в Афины. Здесь он был награждён королём Георгом орденом Феникса.
Ему была предоставлена пенсия и земля. Несмотря на это, через несколько лет Михаил Коракас вновь бросил всё и вернулся на Крит в своё село, где и умер 28 сентября 1882 года в возрасте 85 лет.
Его могила находится на площади села По́мпиа рядом с храмом Святого Георгия.